# Ms. Splosion Man
Ms. Splosion Man est un jeu vidéo de plates-formes développé par Twisted Pixel Games. Il a été mis sur le marché du Xbox Live (Xbox 360) le 13 juillet 2011, et fait suite au jeu 'Splosion Man sorti en 2009. Il a été ensuite disponible sur Windows Phone.

## Réception
- IGN : 9/10[1]
- Jeuxvideo.com : 17/20[2]